# Greg Biffle
Gregory Jack Biffle, detto Greg (Vancouver, 23 dicembre 1969), è un pilota automobilistico statunitense nella NASCAR.

## Carriera agonistica
Fece le prime esperienze sui tracciati corti del nord-ovest statunitense fino a quando non venne raccomandato a Jack Roush, che lo fece gareggiare nella winston west series, serie ufficiale della NASCAR.
Biffle esordì in wnston west cup nel 1996, nello stesso anno esordi in busch series concludendo 23º al rockingham speedway.
Nel 1997 vinse il Most Popular Driver Award.

### Truck Series
Jack Roush lo fece partecipare nel 1998 al campionato Craftsman Truck Series.
Grazie ai buoni posizionamenti nella Truck Series riuscì a vincere il titolo di Rookie dell anno. Due anni dopo riuscì ad arrivare all agognato titolo nella craftsman truck series.